# Gauliga Niedersachsen

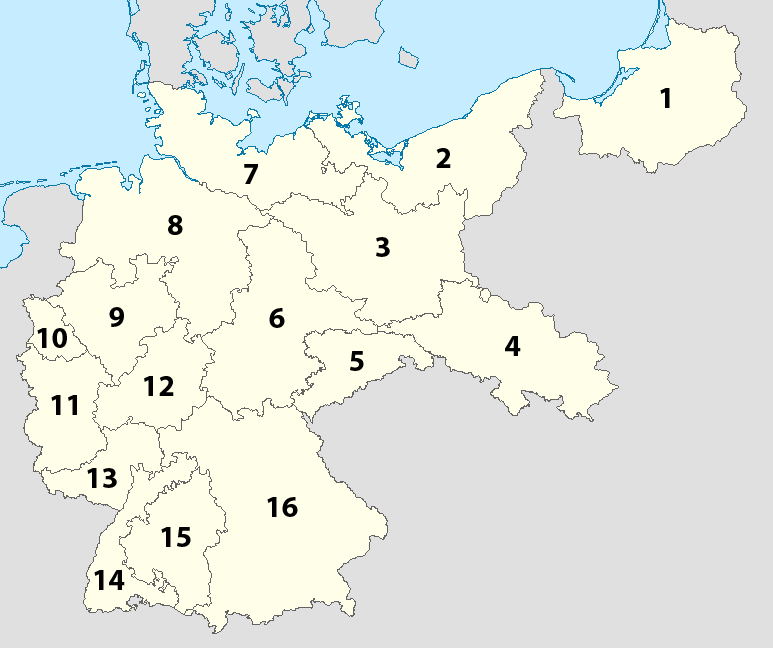
Podział na okręgi (Gau) w 1933
Nr. 8 = Niedersachsen

Gauliga Niedersachsen (z niem. Gauliga Dolna Saksonia) – najwyższa liga piłkarska niemieckich prowincji (krajów związkowych) Wolnego Miasta Bremy, Wolnego Państwa Prus, Wolnego Miasta Brunszwiku, Wolnego Miasta Schaumburg-Lippe i Wolnego Miasta Oldenburg. Wchodziła w skład Gauliga i istniała w latach 1933–1942.

## Historia
Od 1933 dziesięć drużyn z Dolnej Saksonii grało o udział w mistrzostwach Niemiec, w których pozwolono mistrzowi Gauliga. Rok później mistrzostwo zostało powiększone o jeden zespół, ponieważ Viktoria Wilhelmsburg z Gauliga Nordmark została włączona do Dolnej Saksonii Gauliga. Liczba drużyn pozostała w jedenastu klubach przez kolejny rok, odkąd VfB Peine został przywrócony do ligi po nieprawidłowościach w pierwszym sezonie ligi w sezonie 1933/34, w których klub musiał spaść.
Po włączeniu do miasta kilku sąsiednich miast w Hamburgu, w tym Harburg-Wilhelmsburg w 1937, Liczba uczestników ligi była bardzo zróżnicowana, ponieważ drużyny z tych miast wróciły do Gauliga Nordmark. Do 1939 dziesięć drużyn grało o mistrzostwo. Liga została następnie podzielona na dwa sezony, każdy z sześcioma klubami, w których zwycięzcy sezonu grali mistrzów w pierwszym i drugim meczu. Dwa lata później trzy najlepsze zespoły z każdej drużyny sztafetowej wzięły udział w finałowej rundzie o udział w mistrzostwach Niemiec.
W 1942 rozwiązano Gauligę Dolnej Saksonii i podzielono ją początkowo na dwie nowe ligi: Gauliga Hannover-Braunschweig i Gauliga Weser-Ems, a w roku następnym wydzielono trzecią: Gauliga Osthannover.

## Mistrzowie i wicemistrzowie
| Sezon   | Mistrz Gauligi Dolnej Saksonii | Wicemistrz Gauligi Dolnej Saksonii | Wynik mistrza Gauligi w centralnej rundzie mistrzostw Niemiec | Mistrz Niemiec |
| ------- | ------------------------------ | ---------------------------------- | ------------------------------------------------------------- | -------------- |
| 1933/34 | SV Werder Bremen               | SV Arminia Hannover                | faza grupowa                                                  | FC Schalke 04  |
| 1934/35 | Hannover 96                    | SV Werder Bremen                   | faza grupowa                                                  | FC Schalke 04  |
| 1935/36 | SV Werder Bremen               | Hannover 96                        | faza grupowa                                                  | 1. FC Nürnberg |
| 1936/37 | SV Werder Bremen               | SV Arminia Hannover                | faza grupowa                                                  | FC Schalke 04  |
| 1937/38 | Hannover 96                    | VfL Osnabrück                      | Mistrz                                                        | Hannover 96    |
| 1938/39 | VfL Osnabrück                  | Hannover 96                        | faza grupowa                                                  | FC Schalke 04  |
| 1939/40 | VfL Osnabrück                  | SV Werder Bremen                   | faza grupowa                                                  | FC Schalke 04  |
| 1940/41 | Hannover 96                    | SV Werder Bremen                   | faza grupowa                                                  | SK Rapid Wien  |
| 1941/42 | SV Werder Bremen               | LSV Wolfenbüttel                   | ćwierćfinał                                                   | FC Schalke 04  |

### Ilość tytułów
|  | Klub             | Ilość tytułów | Lata zwycięstw         |
|  | ---------------- | ------------- | ---------------------- |
|  | SV Werder Bremen | 4             | 1934, 1936, 1937, 1942 |
|  | Hannover 96      | 3             | 1935, 1938, 1941       |
|  | VfL Osnabrück    | 2             | 1939, 1940             |

## Tabela Wszech czasów
| Lp. | Nazwa drużyny          | Punkty | Sezony | Tytuły | Mecze | Z  | R  | P  | B + | B – | Lata gry                  | Naj. miej. |
| --- | ---------------------- | ------ | ------ | ------ | ----- | -- | -- | -- | --- | --- | ------------------------- | ---------- |
| 1.  | SV Werder Bremen       | 226    | 9      | 4      | 152   | 97 | 32 | 23 | 470 | 205 | 1933–42                   | 1          |
| 2.  | Hannover 96            | 211    | 9      | 3      | 156   | 95 | 21 | 40 | 509 | 249 | 1933–42                   | 1          |
| 3.  | Eintracht Braunschweig | 189    | 9      |        | 152   | 82 | 25 | 45 | 454 | 262 | 1933–42                   |            |
| 4.  | SV Arminia Hannover    | 160    | 9      |        | 142   | 70 | 20 | 52 | 333 | 294 | 1933–42                   |            |
| 5.  | VfL Osnabrück          | 116    | 6      | 2      | 100   | 48 | 20 | 32 | 200 | 164 | 1935/36, 1937–42          | 1          |
| 6.  | SV Algermissen         | 104    | 6      |        | 112   | 40 | 24 | 48 | 179 | 235 | 1933–39                   |            |
| 7.  | VfB Peine              | 80     | 6      |        | 102   | 31 | 18 | 53 | 176 | 232 | 1933/34, 1935–40          |            |
| 8.  | Borussia Harburg       | 54     | 3      |        | 58    | 21 | 12 | 25 | 115 | 122 | 1934–1937                 |            |
| 9.  | ASV Blumenthal         | 49     | 5      |        | 66    | 20 | 9  | 37 | 111 | 193 | 1937–42                   |            |
| 10. | RSV Hildesheim         | 47     | 3      |        | 58    | 15 | 17 | 26 | 105 | 144 | 1933–36                   |            |
| 11. | VfB Komet Bremen       | 45     | 3      |        | 58    | 17 | 11 | 30 | 86  | 152 | 1933–36                   |            |
| 12. | SpVgg Wilhelmshaven    | 42     | 3      |        | 40    | 17 | 8  | 15 | 107 | 69  | 1939–42                   |            |
| 13. | Rasensport Harburg     | 34     | 2      |        | 38    | 16 | 2  | 20 | 79  | 94  | 1935–37                   |            |
| 14. | Bremer SV              | 33     | 3      |        | 48    | 13 | 7  | 28 | 99  | 162 | 1933–35, 1939/40          |            |
| 15. | SV Linden 07           | 30     | 4      |        | 50    | 12 | 6  | 32 | 107 | 185 | 1937/38, 1939–42          |            |
| 16. | Schinkel 04            | 24     | 3      |        | 30    | 9  | 6  | 15 | 66  | 88  | 1939–42                   |            |
| 17. | LSV Wolfenbüttel       | 22     | 1      |        | 20    | 10 | 2  | 8  | 52  | 44  | 1941/42                   |            |
| 18. | MSV Jäger 7 Bückeburg  | 19     | 1      |        | 18    | 7  | 5  | 6  | 41  | 30  | 1938/39                   |            |
| 19. | Wilhelmsburg 09        | 16     | 1      |        | 18    | 6  | 4  | 8  | 33  | 37  | 1936/37                   |            |
| 20. | SpVgg 1897 Hannover    | 16     | 1      |        | 20    | 7  | 2  | 11 | 35  | 57  | 1934/35                   |            |
| 21. | Viktoria Wilhelmsburg  | 16     | 1      |        | 20    | 6  | 4  | 10 | 38  | 61  | 1934/35                   |            |
| 22. | 1. SC Göttingen 05     | 15     | 4      |        | 56    | 5  | 5  | 46 | 75  | 236 | 1933/34, 1936/37, 1940–42 |            |
| 23. | MSV Lüneburg           | 12     | 1      |        | 18    | 4  | 4  | 10 | 26  | 42  | 1938/39                   |            |
| 24. | Germania Wolfenbüttel  | 10     | 1      |        | 18    | 3  | 4  | 11 | 25  | 60  | 1937/38                   |            |
| 25. | TSV Osnabrück          | 7      | 1      |        | 10    | 3  | 1  | 6  | 20  | 41  | 1941/42                   |            |
| 26. | Hildesheimer SV 07     | 7      | 2      |        | 20    | 3  | 1  | 16 | 39  | 96  | 1939–41                   |            |
| 27. | TuRa Gröpelingen       | 4      | 1      |        | 10    | 2  | 0  | 8  | 20  | 46  | 1940/41                   |            |